# Karl von Willisen (General, 1819)

Karl von Willisen

Karl Georg Gustav von Willisen, ab 1866 Freiherr von Willisen (* 19. Oktober 1819 in Breslau; † 24. Juli 1886 in Berlin) war ein preußischer General der Kavallerie und Gouverneur von Berlin.

## Leben

### Herkunft
Karl entstammte dem ursprünglich in der Wetterau ansässigen Adelsgeschlecht von Willisen. Er war der Sohn des preußischen Generalleutnants Karl von Willisen (1788–1873), der – wie seine jüngeren Brüder Wilhelm und Friedrich Adolf von Willisen – am 29. April 1866 in Berlin die preußische Genehmigung zur Führung des Freiherrntitels für sich und seine Nachkommen erhielt. Seine Mutter war Albertine verw. Gräfin Dyhrn, geborene von Köller aus dem Hause Cantreck (1787–1825), die in ihrer ersten Ehe mit dem Grafen Wilhelm Karl von Dyhrn-Schönau vermählt war. 

### Militärische Karriere
Seine erste militärische Ausbildung erhielt er im Berliner Kadettenkorps. Am 5. August 1837 trat er als Portopeefähnrich in das 7. Kürassier-Regiment ein, wo er am 6. März 1838 zum Sekondeleutnant befördert wurde. 1844 bis 1846 war er zur weiteren Ausbildung in die Allgemeinen Kriegsschule abkommandiert. Während der deutschen Märzrevolution von 1848 war er an den Straßenkämpfen in Berlin beteiligt. Im Jahr 1849 wurde er Adjutant der 14. Kavallerie-Brigade, 1852 Premierleutnant mit Versetzung zur topographischen Abteilung im Großen Generalstab. Ab 1855 war er Hauptmann, ein Jahr später wurde er zum Generalstab des VIII. Armee-Korps versetzt, 1857 wieder zum Großen Generalstab.
1858 wurde er Rittmeister und Eskadronchef, 1859 Generalstabsoffizier in der 3. Kavallerie-Division, sowie im selben Jahr Major im Generalstab. 1860 erfolgte die Versetzung zum Generalstab der Garde-Kavallerie-Division. Während des Krieges gegen Dänemark war Willisen zur 13. Infanterie-Division kommandiert, nahm an der Eroberung der Insel Alsen am 29. Juni 1864 teil und wurde mit dem Roten Adlerorden IV. Klasse mit Schwertern ausgezeichnet.
Als Oberstleutnant beauftragte man ihn am 4. Januar 1866 zunächst mit der Führung des Neumärkischen Dragoner-Regiments Nr. 3 und ernannte Willisen am 3. April zum Regimentskommandeur. Diesen Verband führte er im gleichen Jahr während des Krieges gegen Österreich in den Schlachten bei Münchengrätz und Königgrätz sowie dem Gefecht bei Blumenau. Nach dem Friedensschluss erhielt Willisen das Komturkreuz des Königlichen Hausordens von Hohenzollern mit Schwertern und avancierte am 31. Dezember 1866 zum Oberst.
Im Krieg gegen Frankreich führte er sein Regiment bei der 8. Infanterie-Division in der Schlacht bei Gravelotte sowie der Belagerung von Metz. Am 23. November 1870 wurde Willisen zur Führung der badischen Kavalleriebrigade kommandiert und nahm am Gefecht bei Nuits teil. Ausgezeichnet mit beiden Klassen des Eisernen Kreuzes und des Ritterkreuzes des Militär-Karl-Friedrich-Verdienstordens erfolgte Anfang April 1871 unter Belassung in seinem Kommando nach Baden Willisens Versetzung zu den Offizieren von der Armee. Durch die Militärkonvention mit Preußen wurde aus der badischen Kavalleriebrigade die 28. Kavallerie-Brigade in Karlsruhe gebildet und Willisen im Juni 1871 zum Kommandeur des Großverbandes ernannt. In dieser Stellung stieg er Mitte August 1871 zum Generalmajor auf und war im Frühjahr des Folgejahres Mitglied einer Kommission, die aufgrund der Erfahrungen des letzten Krieges Vorschläge zur Änderung der Vorschriften für die Kavallerie erarbeitete. Am 7. Dezember 1875 zunächst mit der Führung der 28. Division beauftragt, wurde Willisen am 21. November 1876 unter Beförderung zum Generalleutnant zum Kommandeur dieser Division ernannt. In Würdigung seiner langjährigen Verdienste verlieh ihm Kaiser Wilhelm I. im Januar 1882 anlässlich des Ordensfestes den Roten Adlerorden I. Klasse mit Eichenlaub und Schwertern am Ringe. Am 23. November 1882 erfolgte seine Ernennung zum Gouverneur von Berlin und in dieser Stellung avancierte Willisen am 20. September 1884 zum General der Kavallerie.
Er starb in Berlin und wurde am 28. Juli 1886 auf dem Invalidenfriedhof beigesetzt.

### Familie
Willisen heiratete am 18. Oktober 1866 seine Cousine Julie von Köller (1843–1934), eine Tochter des Landrats Matthias von Köller. Der Ehe entstammten eine Tochter und zwei Söhne:
- Katharina (* 1869) ⚭ 1896 Albrecht von Köller (* 1864)
- Friedrich-Wilhelm (1876–1933) ⚭ 1905 Irmgard Rieß von Scheurnschloß
- Carl Ferdinand (* 1878)